# Masamichi Hayashi
Masamichi Hayashi (japanisch 林 誠道 Hayashi Masamichi; * 4. April 1996 in der Präfektur Hyōgo) ist ein japanischer Fußballspieler.

## Karriere
Hayashi erlernte das Fußballspielen in der Schulmannschaft der Osaka Sangyo University High School. Seinen ersten Vertrag unterschrieb er 2015 bei Gainare Tottori. Der Verein aus der Präfektur Tottori spielte in der dritthöchsten Liga des Landes, der J3 League. Für Gainare absolvierte er 103 Ligaspiele. Im Januar 2020 wechselte er zum Ligakonkurrenten FC Imabari. Für dem Verein aus Imabari stand er 31-mal in der dritten Liga auf dem Spielfeld. Nach einem Jahr wechselte er in die zweite Liga. Hier unterschrieb er einen Vertrag bei Montedio Yamagata. Für den Verein aus Yamagata spielte er 36-mal in der zweiten Liga. Im Januar 2022 unterschrieb er einen Vertrag beim ebenfalls in der zweiten Liga spielenden Zweigen Kanazawa. Am Ende der Saison 2023 belegte er mit Zweigen den letzten Tabellenplatz und musste somit den Weg in die dritte Liga antreten. Nach dem Abstieg wechselte er im Januar 2024 zum Zweitligisten JEF United Ichihara Chiba.